# ジュゼッペ・ディ・ボルボーネ＝パルマ
ジュゼッペ・ディ・ボルボーネ＝パルマ（イタリア語: Giuseppe di Borbone-Parma, 1875年6月30日 - 1950年1月7日）は、ボルボーネ＝パルマ家の家長および名目上のパルマ公（1939年 - 1950年）。

## 生涯
最後のパルマ公で既にパルマを追われていたロベルト1世と、最初の妻の両シチリア王女マリーア・ピアの間に三男（第6子、ただし長兄フェルディナンドは誕生後間もなく夭逝しており、実質的には次男）としてビアリッツに生まれる。
1939年、兄エンリコの死によりボルボーネ＝パルマ家の家長、および名目上のパルマ公ジュゼッペ1世（イタリア語: Giuseppe I）となった。しかし、兄と同様にジュゼッペも知的障害であったため、弟エリアが引き続き摂政として事実上の家長の役割を果たした。兄と同様に独身で子がなかったため、1950年にジュゼッペが死去した後はエリアが跡を継いだ。